# 泰雅族口簧琴

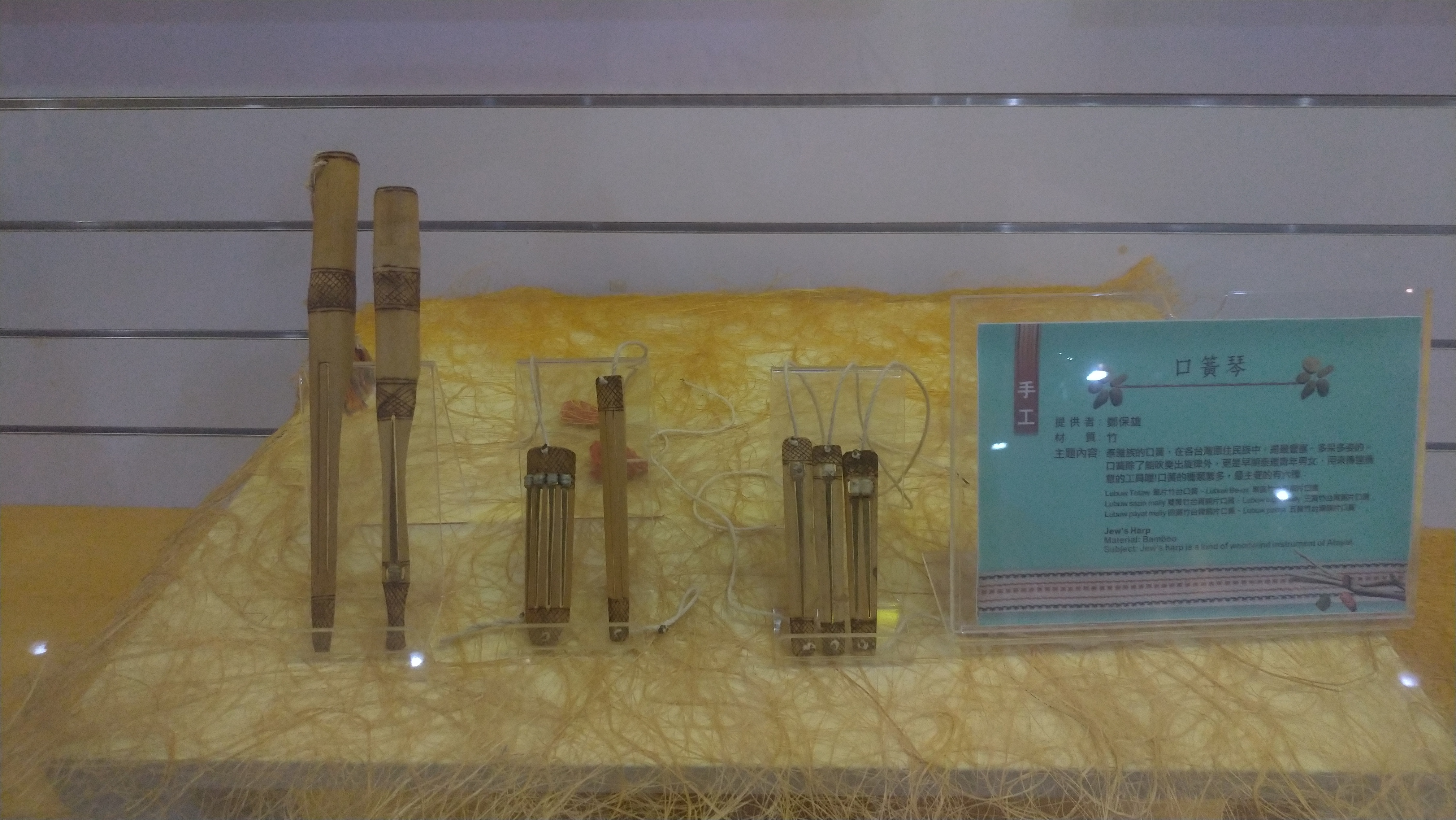
臺灣原住民口簧琴

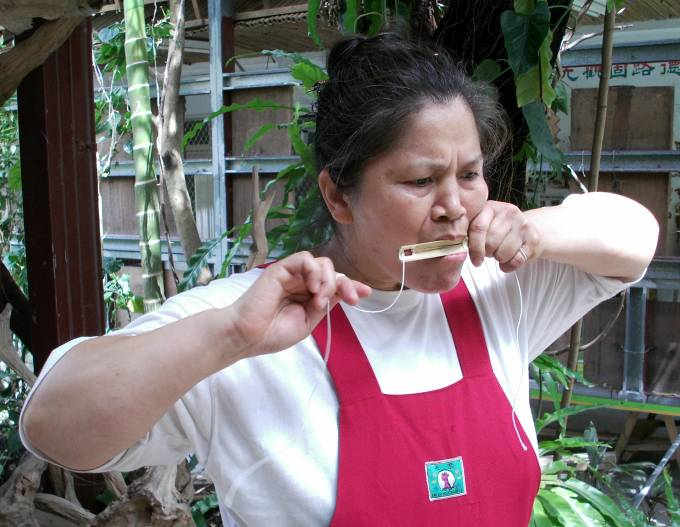
口簧琴示範

泰雅族口簧琴是台灣原住民泰雅族所使用的樂器，種類有單簧、雙簧、四簧、五簧等。口簧琴用於泰雅人的自娛、男女訴情等場合，老幼皆宜，一般在出草、狩獵、喪事期間禁止使用。泰雅口簧以其多簧口簧著名，傳說可至8簧之多，然文獻至多僅記錄到6簧，現代泰雅族人已嘗試製作全套包括竹台單竹簧、竹台簧金屬簧、2簧、3簧、4簧等到8簧的口簧組。多簧樂器的簧片音高，調成與泰雅傳統音樂音階的排列相同，即「大二度－小三度－大二度」。
除樂器實體的多簧構造十分特殊外，泰雅族口簧亦以其口簧舞著稱，男女相對，一面演奏著口簧琴，一面左右抬腳隨著音樂節奏踏跳。泰雅人也可以使用口簧代替實際語言來傳遞訊息，即將原本用「口說」的內容透過口簧，表達給對方知道。有一說法是青年男女用這種方式說悄悄話不讓外人得知，然而今天已經越來越少人還具備這種能力了。

## 外部連結
- 泰雅族口簧琴 （页面存档备份，存于）——文化部文化資產局公告資料
- 泰雅族Msbtunux群Lmuhuw （页面存档备份，存于）——文化部文化資產局公告資料